# Pleroma
Pleroma (Grego πλήρωμα) geralmente se refere à totalidade dos poderes divinos. A palavra significa plenitude (do grego πληρόω, "Eu preencho"), comparável a πλήρης que significa "cheio" e é usada em contextos teológicos cristãos, tanto Gnósticos quanto por Paulo de Tarso em Colossenses 2:9.

## Pleroma no Gnosticismo
O Gnosticismo ensina que o mundo é controlado por Arcontes, dentre os quais está, segundo algumas versões do Gnosticismo,a divindade do Antigo Testamento, que mantém cativos alguns aspectos humanos, acidentalmente ou de propósito. O Pleroma celeste é a totalidade de tudo o que é considerado pela nossa compreensão como "divino". O Pleroma é muitas vezes referido como sendo a luz que existe "acima" do nosso mundo, ocupado por seres espirituais que se emanaram do Pleroma. Estes seres são descritos como Aeons (seres eternos) e, algumas vezes, como Arcontes. Jesus é interpretado como um Aeon intermediário que foi enviado, juntamente com a sua contraparte Sophia (gnosticismo), do Pleroma. Com a ajuda deles, a humanidade seria capaz de recuperar o conhecimento perdido de suas origens divinas e assim recuperar a unidade com o Pleroma. O termo é, portanto, um elemento central da cosmologia religiosa Gnóstica.
Textos Gnósticos enxergam o Pleroma como aspectos de Deus, o eterno Princípio Divino, que só pode ser parcialmente compreendido através do Pleroma. A cada Aeon (aspecto de Deus) é dado um nome (às vezes vários) e uma contraparte feminina (o Gnosticismo enxerga a divindade e a plenitude em termos da unificação masculino / feminino - veja Sizígia). O mito de criação Gnóstico continua contando como Sophia (Sabedoria) se separou do Pleroma e formou o Demiurgo, dando à luz assim ao mundo material.

## Uso contemporâneo
Pleroma também é utilizado na língua grega em geral e pela Igreja Ortodoxa Grega, pois aparece na Epístola aos Colossenses. Proponentes da visão de que Paulo seria de fato um gnóstico, como Elaine Pagels da Universidade de Princeton, entendem que a referência na Epístola como algo a ser interpretado no sentido gnóstico.
O apóstolo Paulo tinha o entendimento da Plenitude (Pléroma) a partir das profecias bíblicas do Antigo Testamento, pois, de acordo com essas Escrituras, O Messias de Deus viria revelar a Plenitude de Deus à Humanidade. Nesse sentido Paulo, ao escrever para os Colossenses, onde utiliza o termo e desenvolve a ideia, relacionando Jesus com o Pléroma, concorda com o que o João afirmou no prólogo de seu evangelho, ao dizer: "No princípio era o Verbo e o verbo estava com Deus e o Verbo era Deus. Ele estava no princípio com Deus, todas as coisas foram feitas por ele e sem ele nada do que foi feito se fez. Nele estava a vida e a vida era a luz dos homens.E o Verbo se fez carne e habitou entre nós, e vimos a sua glória como a glória do Pai cheio de graça e de verdade" - Evangelho de João 1.1-4 e 14.

## Carl Jung
Carl Jung utilizou a palavra no trabalho não publicado de 1916, Sete Sermões aos Mortos, que finalmente foi publicado em Resposta a Jó (1952) e depois num apêndice da segunda edição de sua autobiografia, Memórias, Sonhos, Reflexões (1962). De acordo com Jung, Pleroma é "ao mesmo tempo o tudo e o nada. É infrutífero pensar sobre o Pleroma. Nisto, tanto pensar quanto ser cessam, pois o eterno e o infinito não possuem atributos.

## Neoplatonismo e Gnosticismo
John M. Dillon, no seu "Pleroma and Noetic Cosmos: A Comparative Study" (Pleroma e Noética Cosmos: um estudo comparativo) declara que o Gnosticismo importou o seu conceito de "reino ideal" ou Pleroma do conceito platônico de Cosmos e Demiurgo em Timeu e o conceito de Cosmos Noético  de Fílon de Alexandria em contraste com o Cosmos estético. Para chegar nesta conclusão, ele contrasta o Cosmos Noético com passagens da Biblioteca de Nag Hammadi, onde os Aeons são expressados como pensamentos de Deus. Dillon afirma que o Pleroma é uma adaptação de idéias gregas, pois antes de Fílon não há nenhuma tradição judaica que aceite que o mundo material (ou Cosmos) foi baseado num mundo ideal que também existe.